# Alone in the Dark (videogioco 2024)
Alone in the Dark, conosciuto anche come Alone in the Dark 2024, è un videogioco d'azione survival horror svedese del 2024 sviluppato da Pieces Interactive e pubblicato da THQ Nordic per Microsoft Windows, Xbox Series X/S e PlayStation 5; si tratta del terzo reboot dell'omonima serie francese, dopo The New Nightmare e Illumination.

## Trama
Edward Carnby, investigatore privato dedito all'alcol e al gioco d'azzardo, accetta di scortare e aiutare Emily Hartwood nel recuperare dalla casa di cura suo zio Jeremy, pittore di fama mondiale caduto recentemente nella pazzia; una volta raggiunta la residenza però i due si accorgeranno di avere a che fare con qualcosa di molto più oscuro e misterioso: un culto dedito all'adorazione di Shub-Niggurath, una minaccia dall'ignoto nota come Nyarlathotep e rituali di magia nera vudù li attenderanno in una discesa nella psiche e negli orrori della villa di Derceto.
Edward ed Emily dovranno inoltre affrontare il proprio dramma interiore per rompere il patto che Jeremy ha stretto con Nyarlathotep: per il primo riguardante un caso di cui la morte del sospettato per affogamento è stato un suo diretto errore e per la seconda il lutto ancora vivo per la morte del suo fidanzato John durante la prima guerra mondiale nel 1917; infine riusciranno a spezzare il patto e giungere al rituale finale, dove gli abitanti di Derceto sono pronti a dare in sacrificio la piccola Grace impiccandola all'albero dei desideri.

### Finale Edward - La Folta Progenie
Edward regala all'albero dei desideri (Shub-Niggurath) un feticcio di rami, grazie a questo dono gli è concesso di unirsi al culto e di abbandonare la sua vita a New Orleans. Emily inorridita fugge da Derceto lasciando la prole del nero capro e Edward a completare il loro macabro rituale che porterà inevitabilmente alla morte di Grace.

### Finale Edward - Caso Chiuso
Edward si ribella al rituale finale condannando tutti gli abitanti i Derceto a perire per la furia di Shub-Niggurath. Dopo un'estenuante battaglia, Edward sconfigge il nero capro dei boschi e riporta a casa con sé la piccola Grace adottandola. Emily e suo zio, ormai lobotomizzato, tornano a New Orleans lasciandosi alle spalle il mito della maledizione degli Hartwood.

### Finale Emily - Sani e Salvi
Emily si ribella al rituale finale e salva, grazie all'aiuto tempestivo di Edward, Grace dall'essere impiccata; questo scatena la furia di Shub-Niggurath che uccide brutalmente tutti gli abitanti di Derceto. Dopo un'estenuante battaglia, Emily sconfigge il nero capro dei boschi e riporta a casa con sé la piccola Grace adottandola e incominciando, presumibilmente, una nuova vita con Edward. Mentre si allontanano dall'abitazione, Jeremy li raccomanda di tener cura della piccola Grace, visto che dovranno portarla ad Hell's Kitchen.

### Finale Emily - Accettazione Radicale
Emily accetta la maledizione di famiglia prostrandosi ai piedi di Nyarlathotep; le sue nuove amiche, Grace e Routh (ragazza rinchiusa nella casa di cura per via della sua ninfomania), la portano al tempio egizio dove viene accolta nel culto del Caos Strisciante.

### Finale Speciale - In che senso?
Dando un giocattolo a Grace si scoprirà che tutto il gioco era solo una messa in scena: un piccolo gioco di ruolo fatto con amici di famiglia. Edward e Emily sono in realtà il padre e la madre della piccola Grace in costume.

## Modalità di gioco

### Gameplay
Il giocatore potrà decidere se interpretare Edward o Emily variando così il susseguirsi delle missioni all'interno della magione ma non troppo la trama principale.
Il gameplay presenta una visuale in terza persona con telecamera fissa alle spalle, eccezion fatta per la parte finale all'interno dell'ufficio del dottor Gray: dove invece sarà fissa in alto così da simulare la serie originale da cui è tratto, e detiene un arsenale completo di quattro armi da fuoco e diverse armi contundenti o da lancio. Il giocatore può decidere se affrontare l'avventura mantenendo un approccio stealth o preferirne uno d'azione diretta, ricordando comunque che alcuni scontri non possono essere saltati o deviati in alcun modo, come la boss fight o scontri in aree delimitate; similmente alla serie di Resident Evil, si potranno schivare gli attacchi nemici correndo verso l'area successiva cercando così di terminare il titolo risparmiando sulle pallottole e velocizzando la storia.
Il titolo è caratterizzato inoltre da semplici enigmi ambientali che il più delle volte richiedono solo di trovare nella zona di esplorazione l'oggetto da utilizzare per sbloccare così una nuova area, ma anche combinazioni per cassaforte o codici da inserire nel medaglione; quest'ultimo è l'oggetto principale utilizzato dai protagonisti per viaggiare attraverso le memorie di Jeremy e nel proprio passato e si utilizza inserendo le coordinate astrali recuperabili nella zona di interazione.

### Difficoltà e arsenale
Il gioco presenta tre livelli di difficoltà base più uno dedicato esclusivamente alla Nuova Partita +; aumentare il livello andrà a variare la forza e la resistenza dei nemici nonché la possibilità di trovare munizione e la loro quantità in partita. In Nuova Partita + inoltre non si potrà sempre salvare manualmente, le poche occasioni dove è concesso è poco prima di una Boss Fight, ma comunque questo riporterà il personaggio al checkpoint precedente ma con le armi e gli oggetti raccolti prima del salvataggio. 
L'arsenale di gioco presenta una quantità di armi da fuoco particolarmente ridotta e un inventario estremamente limitato per le munizioni che vengono alterate in base alla difficoltà selezionata. Le armi da fuoco saranno sempre disponibili nell'inventario mentre quelle contundenti hanno un utilizzo limitato ad un massimo di 10 colpi per quelle pesanti e 5 per le leggere; le armi da lancio invece sono disponibili nell'ambiente di gioco e possono essere utilizzate un'unica volta e non lontane dal punto di interazione.
Armi da fuoco:
- Pistola rivoltella
- Fucile mitragliatore
- Fucile da caccia
- Pistola a razzi segnalatori

Armi da lancio:
- Mattone
- Bottiglia Molotov

Armi contundenti:
- Attizzatoio
- Asse di legno
- Tubo d'acciaio
- Candelabro
- Crocifisso d'ottone
- Machete
- Ascia
- Remo
- Piccozza
- Piccone
- Martello demolitore

## Personaggi

### Protagonisti
- Edward Carnby: investigatore privato alcolizzato, sta ancora affrontando il fallimento dovuto ad una missione nella Louisiana dove non è riuscito a salvare - o almeno così pensa - un padre e la propria bambina dall'incidente stradale da lui stesso creato; accetta di avventurarsi a Derceto così da poter salvare lo zio della coprotagonista e redimersi. Rivisitazione del protagonista della serie originale. È interpretato e doppiato da David Harbour.
- Emily Hartwood: nipote dell'artista tormentato Jeremy e ultima discendente della famiglia Hartwood, da sempre considerata sotto una maledizione che li porta rapidamente alla pazzia. Non accettando il trattamento del dottor Gray, decide di recuperare suo zio e di riportarlo a New Orleans ma sfortunatamente è costretta ad affrontare prima gli orrori di Derceto. Rivisitazione della protagonista del titolo originale. È interpretata e doppiata da Jodie Comer.
- Jeremy Hartwood: Artista tormentato, pittore e amante della letteratura; dopo aver letto un libro di tale Josué è piombato in una depressione angosciante che non gli permette di trovare mai pace; accetta di fare un patto con Nyarlathotep per salvare i membri di Derceto dalle grinfie del Nero Capro dei Boschi in cambio della sua eterna prigionia. Nel titolo originale viene più volte nominato ma non compare mai fisicamente.
- Grace Saunders: Bambina ricoverata nella casa di cura di Derceto per volontà di sua madre, reinterpretazione dell'originale protagonista di Jack in the Dark e Alone in the Dark 2; ben presto si rivela essere la stessa bambina che Edward riuscì a salvare dal lago anni prima riportandola alla madre sana e salva, sfortunatamente questa non era particolarmente interessata al benessere della piccola. Rivisitazione totale della protagonista del secondo capitolo della serie.

### Personaggi secondari e antagonisti
- Dr. Elmore Lee Gray: Dottore psichiatra della casa di cura di Derceto; in realtà gran sacerdote al cospetto di Shub-Niggurath.
- Juan Luis Jorge: Scrittore di fama internazionale morto poco prima degli eventi del gioco; compare nella mente di Jeremy come guida di luce per Edward ed Emily.
- Malcolm MacCarfey: alcolizzato residente di Derceto con particolari attenzioni verso la giovane Grace; viene considerato un villain secondario anche se non ci saranno particolari interazioni con lui. Rivisitazione dell'avvocato della famiglia Hartwood mai apparso nel titolo originale e piccola citazione a Tobias McCarthy del terzo capitolo.
- Nyarlathotep: Dio Esterno degli scritti di Lovecraft; compare esclusivamente nella libreria di Torella e nella parte finale in Derceto: viene soprannominato l'Uomo Oscuro e ha convinto Jeremy a concedergli l'anima in cambio della salvezza degli abitanti di Derceto. Edward finirà con lo spezzare il patto e quindi liberare il Nero Capro dei Boschi dalla sua prigionia, mentre Jeremy finirà Lobotomizzato. In parte è la rivisitazione, insieme a Shub-Niggurath, del villain originale Ezechiel Pregzt.
- Shub-Niggurath: Dio esterno degli scritti di Lovecraft; compare nel primo dei due finali disponibili ed era da sempre nascosto all'interno della grande quercia sussurrante della villa. Offrendo un dono in legno sarà possibile sbloccare il finale in cui Edward si unisce al culto oscuro in suo nome. Non è chiaro se sia l'effettivo dio esterno o uno dei suoi abomini, per tanto viene chiamato anche nel gioco come Nero Capro dei Boschi (uno dei nomi di Shub-Niggurath è proprio Nero Capro). Rivisitazione del villain originale Ezechiel Pregzt, cultista il cui spirito risiedeva nell'albero nascosto nella caverna sotto la magione.

## Prologo
Il 26 maggio 2023, la THQ Nordic ha distribuito gratuitamente una piccola demo giocabile intitolata Alone in the Dark Prologue, graficamente reso come Grace in the Dark, basata sul DLC originale Jack in the Dark del primo capitolo.
Grace Saunders mentre dipinge una maschera di cartapesta avverte alcuni suoni fuori dalla sua stanza. Raggiunge la camera della scrittrice Cassandra Beauregard, adiacente alla sua, e vi trova Jeremy Hartwood, un pittore ricoverato presso Derceto in piena crisi di paranoia. Sostenendo che vi siano "altri" che vogliono fargli del male, quest'ultimo intende inviare una lettera a sua nipote Emily e Grace si offre di farlo per lui in quanto non si fida del maggiordomo, il sig. Waites. Dopo aver scritto l'indirizzo sulla busta, la ragazzina si accorge che Jeremy è sparito e, mentre scende verso il pian terreno, vede la villa mutare intorno a lei: il pavimento si trasforma in una palude fetida brulicante di mostruose creature, ma questo non impedisce a Grace di raggiungere la hall per mettere la lettera tra la posta in spedizione. Subito dopo un'enorme mostro sembra aggredirla alle spalle. Ricevuta la lettera, la nipote di Jeremy, Emily Hartwood, raggiunge Derceto in compagnia dell'investigatore privato Edward Carnby.

## Sviluppo e pubblicazione
Già a poca distanza dalll'uscita di Alone in the Dark del 2008 si parlava di un possibile remake del classico del 1992, ma il progetto venne presto abbandonato a causa del licenziamento della Eden Games da parte di Atari. Dopo la scarsa accoglienza di Alone in the Dark: Illumination (reboot della saga cooperativo multigiocatore legato per via indiretta a The New Nightmare, precedente reboot), l'allora proprietaria del franchise Atari SA ha venduto i diritti della serie a THQ Nordic e verso la fine del 2019 venne assunta la Pieces Interactive, famosa per aver sviluppato Magika 2 nel 2015, che inizio subito lo sviluppo del nuovo titolo.
Il gioco è stato scritto da Mikael Hedberg, che aveva precedentemente lavorato presso Frictional Games per i survival horror Soma e Amnesia: The Dark Descent. L'artista Guy Davis, meglio conosciuto per il suo lavoro con Guillermo del Toro per la serie di fumetti The Marquis , è stato assunto per il nuovo design delle creature. Il creatore della serie Frédérick Raynal ha dato la sua benedizione alla rivisitazione dicendo che Pieces Interactive ha fatto un ottimo lavoro nel preservare il "sentimento di base" del gioco originale; la casa di sviluppo, per sdebitarsi, ha inserito la sequenza in cui Jeremy - intento a togliersi la vita come previsto nel titolo originale - cambia idea chiedendo scusa ad un fantomatico Frédérick.
Per la voce e la motion capture dei due protagonisti sono stati assunti l'attrice inglese Jodie Comer e l'attore americano David Harbour.
Il gioco completo era originariamente programmato per essere pubblicato per le piattaforme digitali il 25 ottobre 2023, ma è stato posticipato a un mese prima dell'uscita al 16 gennaio 2024 per "evitare di competere con "Alan Wake 2 e Spider-Man 2. A dicembre del 2023 è stato nuovamente posticipato al 20 marzo 2024, per "evitare qualsiasi potenziale crisi durante le vacanze di Natale".

## Accoglienza
Alone in the Dark ha ricevuto recensioni "miste o nella media" dalla critica specializzata secondo il sito web aggregatore di recensioni Metacritic . Sfortunatamente il titolo non è riuscito a soddisfare le aspettative di vendita della società madre, portandola a chiudere Pieces Interactive nel giugno 2024.